# 河北大学出版社
河北大学出版社是河北省唯一的高等院校出版社，其位于河北省保定市河北大学新校区校园内。

## 历史
1989年，经过中华人民共和国新闻出版总署批准，河北大学出版社正式成立。2000年，河北大学出版社成为独立法人。2011年，河北大学出版社改组为河北大学出版有限责任公司。